# Ростовская областная детская библиотека имени В. М. Величкиной
Ростовская областная детская библиотека имени В. М. Величкиной — центральная библиотека Ростовской области по обслуживанию детей и подростков.

## История
Первое упоминание относится к 12 июню 1914 году, когда была открыта бесплатная библиотека, читальня в городе Ростов-на-Дону. C 1920 года библиотека носит имя известного врача, литератора, защитника детства, переводчика, государственного деятеля Веры Михайловны Величкиной. При библиотеке с 1920 года были созданы различные секции и кружки, одним из знаменательных моментов в жизни библиотеки была встреча читателей с Аркадием Гайдаром.  
Во время оккупации города Ростова (июль 1942 — февраль 1943) в ходе Великой Отечественной войны библиотека не работала. Но в 1941 году при библиотеке организуется тимуровская команда, работа которой была направлена на оказание всемерной помощи фронту и укрепление тыла. Во время оккупации города Ростова фашистами удалось сохранить книжный фонд.  
С 1954 года библиотека имеет статус областной, что значительно увеличивает круг ее обязанностей ,теперь она становится методическим центром для библиотек области, работающих с детьми. А с 1958 года возникает тесная связь  библиотеки и с краснодонским музеем «Молодая гвардия».  В  1959 году произошел переезд в новое место.C 1960-1970 при библиотеке действовал и проводился «Турнир смекалистых». В 1965 г. заметной была деятельность «Отряда донских следопытов». Члены которого вели переписку с  детьми из других городов.C 1970-1980 библиотека тесно взаимодействует с областным телевидением и организует телепередачу «Твоя книжная полка». 

#### Библиотекари
В 1915 году в библиотеку пришла Татьяна Ксенофонтовна Молодцова проработавшая 35 лет бессменной заведующей библиотеки. С 1920 года в библиотеке работают уже 2 библиотекаря – на абонементе и в читальном зале.

## Современность
Сегодня библиотека — самое большое в области собрание лучших художественных, научно-познавательных, справочных книжных изданий, а также газет, журналов, аудиовизуальных и электронных документов для детей. Ежегодно её посещают 8,5 тысяч читателей, которым выдается 250 тыс. экз. документов. Фонд библиотеки составляет 112 тыс. Объём электронных баз данных, созданных сотрудниками библиотеки, составляет более 103,4 тыс. записей.